# Diego Rebagliati
Diego Edgardo Rebagliati Melgar (Lima, 22 de noviembre de 1972) es un exfutbolista peruano, administrador, empresario de futbolistas y comentarista deportivo. Jugaba como defensa central y su último equipo fue el Sporting Cristal.

## Trayectoria

### Como futbolista
Diego Rebagliati se inició en el fútbol desde la Copa Perú, jugando la etapa distrital de San Borja con el Deportes Tempo durante los años 1987 y 1988. En 1989, se le dio la oportunidad de debutar profesionalmente cuando defendió la camiseta del Lawn Tennis en la Segunda División, la cual tenía recién un par de años de haberse profesionalizado. Si bien no llegó a ascender, el campeón del torneo de esa temporada gustó de su rendimiento y así Rebagliati fue incorporado al Sport Boys para ser uno de los nuevos refuerzos del elenco rosado en su retorno a primera división. Sin embargo, a pesar de ya tener un contrato formal establecido y haber jugado incluso amistosos con el club chalaco, se le presentó la oportunidad de estudiar Administración en Estados Unidos y por ello, se decidió rescindir su contrato por mutuo acuerdo.
Mientras Rebagliati se encontraba estudiando dicha carrera en el país norteamericano, durante sus vacaciones de verano visitaba Perú y en búsqueda de no perder el ritmo deportivo, jugó nuevamente la Copa Perú en la etapa distrital de San Isidro con el Gardenias FC durante los años 1992 y 1993, aunque en tiempos separados. Culminando su carrera, volvió al Perú y esta vez sí pudo por fin debutar en Primera División al ser fichado por el Sporting Cristal, consiguiendo su primer título en su carrera al haber obtenido el Descentralizado 1994. No obstante, había carecido de oportunidades por lo que en búsqueda de mayor continuidad en la más alta categoría se fue a préstamo al Ciclista Lima para 1995 disputando allí un torneo internacional como la Copa Conmebol. Terminando dicha temporada, se decidió su retorno a Sporting Cristal y al finalizar dicho 1996, los celestes campeonaron consolidándose en ese momento como tricampeones de la liga peruana, Rebagliati sumó su segundo título de su carrera y culminado este año, decidió retirarse del fútbol.

### Como dirigente deportivo
Debido a que poseía estudios internacionales de negocios y estando especializado en el área deportiva, Rebagliati fue contratado como director deportivo por el Sporting Cristal en 1999, cargo que ostentó hasta 2007. Durante su gestión, se consiguieron los campeonatos de 2002 y 2005. 

### Como comentarista deportivo
En 2017, el canal peruano por cable Movistar Deportes lo contrató para ser uno de los panelistas del programa deportivo Al ángulo, rol que desempeña hasta la actualidad.

## Selección nacional

### Categorías inferiores
Durante la etapa que se encontraba en Copa Perú, fue convocado a la selección peruana sub-17 en 1987, jugando únicamente amistosos allí.

## Clubes
| Club             | País | Año         |
| ---------------- | ---- | ----------- |
| Deportes Tempo   | Perú | 1987 - 1988 |
| Lawn Tennis      | Perú | 1989        |
| Sport Boys       | Perú | 1990        |
| Gardenias FC     | Perú | 1992 - 1993 |
| Sporting Cristal | Perú | 1994        |
| Ciclista Lima    | Perú | 1995        |
| Sporting Cristal | Perú | 1996        |

## Palmarés

### Campeonatos nacionales
| Título                     | Club             | País | Año  |
| -------------------------- | ---------------- | ---- | ---- |
| Campeonato Descentralizado | Sporting Cristal | Perú | 1994 |
| Campeonato Descentralizado | Sporting Cristal | Perú | 1996 |

## Vida personal
Es padre del también exfutbolista Santiago Rebagliati.